# محوطه سر قبر تاجین
محوطه سر قبر تاجین (در اصل: سر قبر تاج الدین) مربوط به هزاره اول است و در شهرستان شمیرانات، بخش لواسانات، شهر لواسان، محله سبو کوچک واقع شده و این اثر در تاریخ ۱ مهر ۱۳۸۲ با شمارهٔ ثبت ۱۰۳۷۰ به‌عنوان یکی از آثار ملی ایران به ثبت رسیده است.